# Подгорје (Словењ Градец)
Подгорје (словен. Podgorje) је насељено место у општини Словењ Градец, Корушка регија, Словенија.

## Историја
До територијалне реорганизације у Словенији било је у саставу старе општине Словењ Градец.

## Становништво
У попису становништва из 2011. године, Подгорје је имало 946 становника.
| Број становника према пописима | Број становника према пописима | Број становника према пописима |
| ------------------------------ | ------------------------------ | ------------------------------ |
| 1991                           | 2002                           | 2011                           |
| 857                            | 947                            | 946                            |

Напомена: Године 1952. настала спајањем насеља Сподње Подгорје и Згорње Подгорје, која су укинута. Године 1993. увећано за део насеља Стари трг.